# Kohlensäure-Bicarbonat-System
Das Kohlensäure-Bicarbonat-Puffersystem ist der wichtigste Blutpuffer zum Auffangen von pH-Schwankungen im menschlichen Blutkreislauf. Es besteht aus der Kohlensäure (H2CO3) als Säure und dem Bicarbonation (eigentlich Hydrogencarbonation genannt, HCO3−) als Base. Wenn das Blut nicht sauer genug ist, löst sich ein Proton (H+) von der Kohlensäure, die daraufhin zum Bicarbonation wird. Wenn das Blut dagegen zu viele Protonen enthält, also zu sauer ist, bindet das Bicarbonat ein Proton und wird zur Kohlensäure. Diese zerfällt zu Wasser (H2O) und Kohlenstoffdioxid (CO2). Durch verstärkte Atemtätigkeit wird dann vermehrt Kohlenstoffdioxid abgeatmet. Umgekehrt wird die Lungenaktivität gedrosselt, wenn zu wenig Säure im Blut ist. 
Nicht nur über die Atmung, auch über die Nieren kann der Säure-Basen-Haushalt beeinflusst werden. Denn sie sind in der Lage, Protonen und Bicarbonationen gezielt auszuscheiden oder im Körper zurückzuhalten.
Auch bestimmte Bluteiweiße sind an der Regulation des Säure-Base-Haushalts beteiligt. Sie binden bei Bedarf Protonen oder setzen sie frei.

## Funktionsweise

Hägg-Diagramm der Kohlensäure. - Grafik: Kohlensäure Schwarz, Bicarbonat violett, Carbonat grün. - pKs = 6,5 und 10,4

Dem Puffersystem liegt folgender chemischer Zusammenhang zugrunde:
{\displaystyle {\rm {CO_{2}+H_{2}O\rightleftarrows H_{2}CO_{3}\rightleftarrows HCO_{3}^{-}+H^{+}}}}
Vereinfacht kann die Kohlensäure (H2CO3) weggelassen werden, da deren Konzentration im Blut um den Faktor 400 geringer ist als die von Kohlenstoffdioxid (CO2). Es ergibt sich diese Gleichung:
{\displaystyle {\rm {CO_{2}+H_{2}O\rightleftarrows HCO_{3}^{-}+H^{+}}}}
Für das Puffersystem gilt die Henderson-Hasselbalch-Gleichung:
{\displaystyle pH=pK_{S}+\lg {\frac {c(\mathrm {HCO} _{3}^{-})}{c(\mathrm {CO} _{2})}}}
Der pKs-Wert für das Gleichgewicht beträgt 6,1 bei 37 °C.
Der Kohlenstoffdioxid-Partialdruck im Blut beträgt ungefähr 40 mmHg (40 Torr), das entspricht einer Konzentration von 1,2 mM. Bei einer Konzentration  der Hydrogencarbonationen von 24 mM berechnet sich der pH-Wert zu 7,4.
Der Blutpuffer ist ein offenes System. Kohlenstoffdioxid wird hierbei dem Blut zu- oder abgeführt. Der Partialdruck von Kohlenstoffdioxid wird unter normalen Bedingungen auf einem annähernd gleichbleibenden Wert gehalten (respiratorische Regulation). Daneben erfolgt eine metabolische Regulation des Puffersystems, sodass der pH-Wert in etwa im gleichen Bereich liegt. Über eine gesteigerte bzw. verminderte Atemtätigkeit kann der Blut-pH-Wert schnell reguliert werden. Bei einer gesteigerten Atemtätigkeit (Hyperventilation) sinkt der Anteil von CO2 in der Atemluft, dadurch sinkt der Partialdruck von CO2 in der Lunge und dadurch auch dessen Anteil im Blut. Nach dem Massenwirkungsgesetz wird CO2 aus HCO3− und Protonen nachgebildet; die Zahl der Protonen sinkt, dadurch steigt der pH-Wert im Blut an, es wird basischer (respiratorische Alkalose). 
Umgekehrt führt eine verminderte Atemtätigkeit (Hypoventilation) zu einem gesteigerten CO2-Partialdruck; nun verlaufen die Reaktionen jeweils in die andere Richtung, der Blut-pH-Wert sinkt, es wird saurer (respiratorische Azidose).
Jedoch eignet sich das Kohlensäure-Bicarbonat-System nicht zu einer alleinigen dauerhaften Regulation, da mit der Bildung von Kohlenstoffdioxid auch die Bicarbonationen durch Abatmung in der Lunge abgegeben werden. Die Nieren sind daher an der Protonenausscheidung und vor allem der Rückgewinnung von Hydrogencarbonationen beteiligt, können allerdings erst nach 3–4 Tagen effektiv auf eine plötzliche Änderung des Blut-pH-Wertes reagieren.